# Monsols
Monsols är en kommun i departementet Rhône i regionen Auvergne-Rhône-Alpes i östra Frankrike. Kommunen ligger i kantonen Monsols som tillhör arrondissementet Villefranche-sur-Saône. År 2018 hade Monsols 913 invånare.

## Befolkningsutveckling
Antalet invånare i kommunen Monsols
| Referens: INSEE |